# تئودبرت دوم
تئودبرت دوم (به فرانسوی: Thibert یا Théodebert) (زادهٔ ۵۸۶ – درگذشتهٔ ۶۱۲) پادشاه اوسترازیا از دودمان مروونژی بود که از ۵۹۵ تا ۶۱۲ حکومت کرد.

## زندگینامه
تئودبرت فرزند شیلدبرت دوم، پادشاه اوسترازیا و بورگوندی و برادر بزرگتر تئودریک دوم بود. پس از مرگ شیلدبرت در سال ۵۹۵، تئودبرت به پادشاهی اوسترازیا و برادرش به پادشاهی بورگوندی رسید. از آنجا که هر دو برادر خردسال بودند نخست مادربزرگشان برونهیلدا به‌طور مشترک نایب‌السلطنتی آن‌دو را در هر دو پادشاهی برعهده گرفت، اما نارضایتی نجیب‌زادگان اوسترازیا از قدرت‌گرفتن او سبب شد تا تئودبرت مادربزرگش را در سال ۵۹۹ از قلمرو خود بیرون کند. اما تئودریک در مقابل از آمدن برونهیلدا به بورگوندی استقبال کرده و او را در پادشاهی خود پذیرفت.
تئودبرت و تئودریک در ۵۹۹ درگیر جنگ بایکدیگر شدند و تئودبرت از برادرش در سن شکست خورد، اما جنگ‌افروزی‌های پی‌درپی عموزاده‌شان کلوتار دوم، پادشاه نوستریا، سبب شد تا دو برادر برای مدتی دشمنی را کنار گذاشته و علیه کلوتار متحد شوند. آنها سرانجام توانستند کلوتار را در سال ۶۰۰ میلادی در دورمل شکست دهند  و درنتیجهٔ این پیروزی، بخش عظیمی از سرزمین‌های کلوتار به تئودبرت رسید. آن‌دو همچنین موفق به شکست‌دادن باسک‌ها در ۶۰۲ شدند، اما پس از آن درگیری بار دیگر بین دو برادر از سر گرفته‌شد و تئودبرت در اتامپ از تئودریک شکست‌خورد. همچنین قلمرو تئودبرت در سال ۶۰۵ میلادی مورد حملهٔ کلوتار قرار گرفت اما تئودریک از کمک به برادرش سر باز زد. 
تئودبرت در سال ۶۱۰ میلادی آلزاس را که متعلق به برادرش بود تصاحب کرد و باعث شد تا تئودریک بار دیگر علیه او وارد کارزار شود. تئودبرت در این جنگ به‌سختی از برادرش در تول و پس از آن در تسوپلیش در سال ۶۱۲ میلادی شکست خورد و اسیر گردید. تئودریک تئودبرت را به مادربزرگش تحویل داد و برونهیلدا او را در صومعه‌ای زندانی ساخت. تئودبرت پس از چندی با فرمان برونهیلدا همراه با پسرش مرووش به‌قتل رسیدند. 